# Пісня Півдня
«Пісня Півдня» (англ. Song of the South) — американський музичний фільм з поєднанням живих акторів і анімації виробництва «The Walt Disney Company» та випуску «RKO Pictures». Заснований на сюжетах «Казок дядечка Римуса» американського письменника Джоеля Чандлера Гарріса.
Прем'єра відбулась 12 листопада 1946 року в Атланті, штат Джорджія, на батьківщині письменника.

## Сюжет
Живі актори на екрані розігрують історію-обрамлення, в якій старий дядечка Римус розповідає казки про братика Кролика та його друзів. Сюжети самих казок виконані в жанрі анімації з антропоморфними тваринами у головних ролях.

## У ролях

### Живі актори
- Джеймс Баскетт — дядечко Римус
- Боббі Дрісколл — Джонні
- Луана Паттен — Джинні
- Рут Воррік — Саллі
- Люсіль Вотсон — бабуся
- Гетті Мак-Денієл — Аунт Темп
- Ерік Рольф — Джон

### Озвучування
- Джонні Лі — братик Кролик
- Джеймс Баскетт — братик Лис
- Нік Стюарт — братик Ведмідь
- Кларенс Неш — пташка
- Хелен Крозер — матінка Оппосум

## Відгуки
Фільм отримав вкрай неоднозначну реакцію, оскільки багато критиків знайшли в ньому расистський підтекст, звинувативши творців у неполіткоректності та зневажливому ставленні до темношкірих. У зв'язку з цим, в США фільм ніколи не випускався на домашньому відео, лише деякі його частини виходили на VHS та DVD як додаток до інших діснеївських фільмів . 
У 2003 році інтернет-товариство критиків поставило фільм на 67 місце в списку кращих анімаційних фільмів усіх часів. 
У 2019 році інтернет-сервіс Disney+ відмовився показувати "Пісню Півдня" за зневажливе зображення афроамериканців.

## Нагороди
- У 1948 році фільм отримав премію «Оскар» за кращу музику[4].